# Paul-Émile Botta

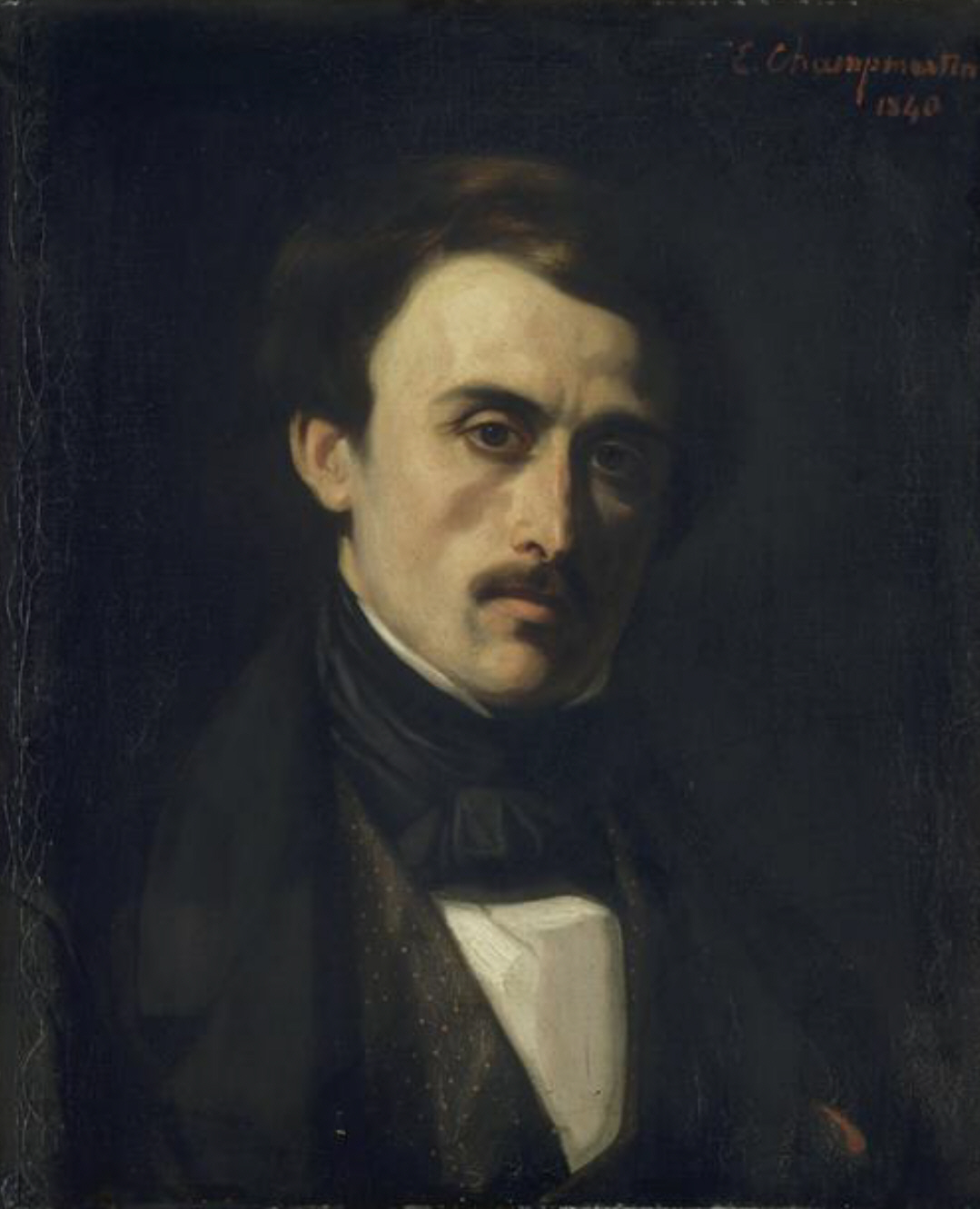
Paul-Émile Botta, porträtiert von Charles-Émile Callande de Champmartin

Paul-Émile Botta, geboren Paolo Emilio Botta (* 6. Dezember 1802 in Turin, Savoyen-Piemont; † 29. März 1870 in Achères bei Poissy) war italienisch-französischer Arzt, Politiker und Archäologe. Bekannt ist er vor allem für seine archäologische Pionierarbeit in Assyrien, wo er zunächst im biblischen Ninive arbeitete und anschließend den Palast des assyrischen Königs Sargon II. in Khorsabad, im heutigen Irak, entdeckte.
Nach Abschluss seines Studiums war Botta Bordarzt eines französischen Schiffes, wo er sich vor allem in der biologischen Erforschung angelaufener Inseln betätigte. Anschließend war er vor allem in Ägypten tätig, wo er sich vor allem mit Ethnographie beschäftigte. Ab 1842 war er französischer Konsul in Mossul, von wo aus er seine erste Expedition nach Ninive startete, diese aufgrund ausbleibender erhoffter Erfolge aber wieder abbrach und sich dann auf Khorsabad konzentrierte.
Viele seiner Funde wurden nach Paris in den Louvre verbracht, wo sie noch heute zu sehen sind. Es handelt sich dabei um die früheste Sammlung assyrischer Kunst in Europa überhaupt. Seine archäologische Karriere endete mit der Februarrevolution 1848, nach welcher er zunächst nach Jerusalem strafversetzt wurde und anschließend in Tripolis arbeitete. Wegen gesundheitlicher Probleme kehrte er von dort 1868 nach Frankreich zurück, wo er zwei Jahre später verstarb.

## Leben

### Werdegang
Paul-Émile Botta wurde 1802 in Turin geboren. Sein Vater Carlo Giuseppe Guglielmo Botta war Naturwissenschaftler. Die Familie lebte ab 1803 in dem mit Piemont vereinigten Frankreich. Sein Vater kehrte erst 1831 mit Erlaubnis von König Karl Albert zurück. Paul-Émile studierte Medizin und erlangte im Alter von 23 Jahren seinen Abschluss.
Anschließend war er von 1826 bis 1829 als Chirurg und Wundarzt an Bord der „Heros“ unter dem Kommando von Kapitän August Bernard Duhaut-Cilly tätig. Während dieser Weltreise schrieb er Arbeiten über die Flora und Fauna Kaliforniens und verschiedener Inseln und verfasste ein französisch-hawaiisches Wörterbuch.
1830 wurde er vom osmanischen Vizekönig in Ägypten Muhammad Ali Pascha eingeladen, um als Arzt bei der Modernisierung des Landes zu helfen. Zu den Eingeladenen zählte auch Antoine-Barthélémy Clot (1798–1868), Gründer der l’École de médecine militaire in Kairo. Während seines Ägyptenaufenthaltes nahm Botta an einer Expedition nach Sennaar am blauen Nil im Sudan teil, wo er eine Sammlung von zehn- bis zwölftausend Insekten und von rund 1000 Häuten von Vögeln, Amphibien und Säugetieren anlegte, mit der er 1833 nach Kairo zurückkehrte.
In diesem Jahr wurde Botta als Nachfolger von Bernardino Drovetti von der französischen Regierung zum Konsul in Alexandria ernannt. Zwei Jahre später wurde er vom Naturgeschichtlichen Museum beauftragt, die Küste des Roten Meeres und des Jemen zu erforschen.
Bottas Interesse richtete sich dabei auf bisher unzugängliche Orte und die dortige Bevölkerung. Diese wurden bis dato in Europa als in einer Wüste lebende Nomaden angesehen. Der Jemen war zwar bereits im vorhergehenden Jahrhundert durch dänische Wissenschaftler, darunter auch der Deutsche Carsten Niebuhr, bereist worden, jedoch erschien Botta Niebuhrs Abhandlung als zu wissenschaftlich. Im Gegensatz dazu wollte er das eigentliche Leben der Araber erfassen, inklusive ihrer Charaktere und Leidenschaften. Im Band Relation d’un Voyage dans l’Yémen, entrepris 1837 pour le Muséum d’Histoire Naturelle de Paris wurden seine Ergebnisse 1841 veröffentlicht.

### Ausgrabungen in Ninive (1842)

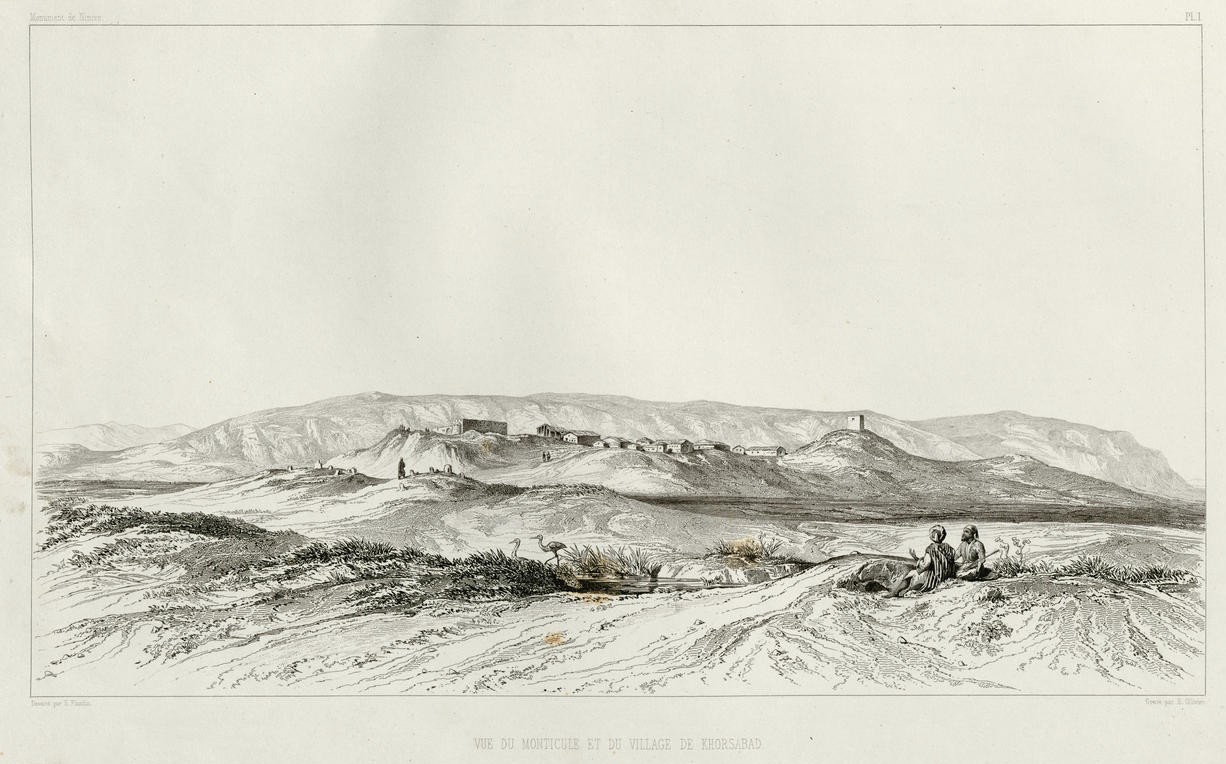
Blick auf die Hügel und das Dorf Khorsabad

Von den Reisen des Engländers Claudius James Rich in Mesopotamien und seiner Sammlung von Manuskripten und Münzen, die nach dessen Tod vom Britischen Museum in London aufgekauft wurden, beeindruckt, machte Botta Jules Mohl, dem Sekretär der Asiatischen Gesellschaft in Paris, den Vorschlag, die Gegend von Mossul genauer zu untersuchen. Botta wurde 1842 zum französischen Konsul von Mosul ernannt, was ihm die Möglichkeit gab, die Region zu erkunden. Damals stand dieses Gebiet, das alte Mesopotamien, unter Kontrolle des Osmanischen Reichs.
Im Dezember 1842 begann Botta mit seinen Ausgrabungen an der Westseite des Hügels in Kujundschik, Tell Kujundschik, den Claudius James Rich als Ninive identifiziert hatte. Seine Arbeiter förderten zahlreiche Fragmente von Basreliefs und Inschriften zu Tage, jedoch führten die 3 Monate Arbeit nicht zu der erhofften Entdeckung von Mauerresten oder größeren Teilen.
Bottas Arbeit hatte Aufsehen erregt. Die Anwohner wussten, dass er Steine mit Inschriften kaufte. So brachte auch ein Mann aus Khorsabad ihm einige davon mit der Bemerkung, dass er Botta soviel er wolle bringen könnte. Dieser Mann war ein Färber und baute seine Öfen mit Steinen, die er auf dem Hügel fand, auf dem das Dorf gebaut war. Mitte März 1843 war Botta bereit, diesem Hinweis zu folgen, da er in Kujundschik erfolglos blieb.
Botta sandte einige seiner Arbeiter nach Khorsabad, die Figuren und Inschriften mit Keilschrift-Texten entdeckten.

### Ausgrabungen in Dur Šarrukin (1843)
Nun machte sich Botta auf den Weg nach Khorsabad. Zwei Straßen führten von Mosul nach Khorsabad, eine nördlich und die andere südlich an dem Berg von Kujundschik vorbei. Wenn man die Nordroute nahm, musste man den Fluss Khauser (Choser) nahe seiner Mündung in den Tigris überqueren und dann noch einmal kurz vor Khorsabad. Während der Regenzeit war das Überqueren oft schwierig. Dies konnte vermieden werden, wenn man am Ostufer des Khauser blieb, im Süden von Kujundschik. Diesen Weg nahm Botta meistens. Er gibt den Weg mit „fünf Karawanenstunden von Mosul“ an.

Botta schickt J. Mohl einen Plan seinen Ausgrabungen 1843

Botta schickt J. Mohl Zeichnung von einem Relief 1843

Seine Arbeiter hatten Glück, dass sie genau an der Stelle des Hügels mit den Ausgrabungen begonnen hatten, wo das Gebäude noch am besten erhalten war, so dass sie nur den Mauern folgen mussten, um das ganze Bauwerk freizulegen. In einigen Tagen hatten sie alle Überreste eines Raumes freigelegt mit einer Fassade, die mit Basreliefs bedeckt war. Botta schloss daraus, dass sie nur einen kleinen Teil eines großen Gebäudes entdeckt hatten, das noch unter den Schuttmassen verborgen sein musste. Daher ließ er in einiger Entfernung einen Schacht ausheben und stieß auf weitere Basreliefs, die in sehr gutem Zustand waren. Außerdem fand er zwei Altäre sowie einen Teil einer Fassade, die am äußersten Punkt der anderen Seite aus der Erde ragten. Dann zeigten ihm einige seiner Begleiter eine Linie von Erhebungen, die wohl eine Einfriedung sein konnten.
In seinem Brief von 5. April 1843 teilte er Jules Mohl seine Entdeckungen mit zusammen mit einem Plan von dem, was bisher freigelegt worden war sowie einige Zeichnungen und Kopien der verschiedenen Inschriften. Gleichzeitig schickte er ein Telegramm mit dem berühmten Satz „Ninive etait retrouvee“ (Ninive wurde wiedergefunden). Am 2. Mai folgte ein weiterer Brief, mit Zeichnungen und Inschriften. Zu diesem Zeitpunkt hatte Bottas Team Türen und Räume sowie eine Wand, die mit Basreliefs verziert war, ausgegraben. Sowohl Bottas erster als auch zweiter Brief wurden der Académie des inscriptions et belles-lettres vorgelegt und in der Zeitschrift der Asiatischen Gesellschaft in Paris veröffentlicht.
Da Botta bisher seine Ausgrabungen aus eigener Tasche finanziert hatte, gingen seine Mittel nun zur Neige, obwohl Herr Mohl eine Summe beigesteuert hatte. Die Veröffentlichung seiner Berichte hatte in Paris große Aufmerksamkeit erregt. Gemeinsam mit Jules Mohl setzten sich die Herren Vital und Letrouse für eine finanzielle Unterstützung zur Fortführung von Bottas Ausgrabungen ein. Am 24. Mai 1843 entschied der französische Innenminister, Charles Marie Tanneguy Duchâtel, Botta einen Betrag von 3.000 francs für weitere Ausgrabungen zur Verfügung zu stellen.

#### Schwierigkeiten mit dem Pascha in Mosul
Wegen der sumpfigen Umgebung von Khorsabad hatten Botta und seine Arbeiter mit Krankheiten zu kämpfen. Es gab Schwierigkeiten mit den örtlichen Behörden, denen Sinn und Zweck seiner Ausgrabung nicht einsichtig waren. Sie glaubten, er sei auf Schatzsuche, die kopierten Inschriften hielten sie für Talismane, die riesigen Figuren machten ihnen Angst und man glaubte, Botta sei auf der Suche nach Belegen, mit denen die Europäer alte Besitzrechte beim Sultan einfordern wollten. Der Gouverneur von Mosul ließ die Ausgrabungen von seinen Leuten überwachen und befahl ihnen, Goldfunde sofort zu melden. Trotz dieser ständigen Auseinandersetzungen mit dem Pascha wurden die Ausgrabungen in kleinem Rahmen bis Oktober fortgeführt, als der Pascha alle weiteren Arbeiten einstellen ließ.
Botta bemühte sich um eine Aufhebung des Verbots und entsandte am 15. Oktober einen Kurier zum Französischen Botschafter in Konstantinopel mit der Bitte, die Arbeiten weiterführen zu können.

Botta wartete weiterhin auf den Firman. Der französische Botschafter in Konstantinopel musste alle Register ziehen, um die falschen Anschuldigungen aus Mosul gegenüber dem osmanischen Hof aus dem Weg zu räumen.

#### Wohlwollen aus Paris

Botta schickt J. Mohl Zeichnung von Inschrift auf einem Stein – Brief 31. Okt. 1843

In Paris wurden Bottas Ausgrabungen mit großem Interesse verfolgt. Seiner Bitte, einen Zeichner zum Kopieren der Fundstücke zu schicken, kam die Regierung am 5. und 12. Oktober 1843 nach, es wurde Geld bewilligt und auf Vorschlag der Akademie der Künstler Eugène Flandin entsandt, der bereits zusammen mit dem Architekten Pascal Coste ähnliche Aufgaben 1840–41 in Persien durchgeführt hatte. Ferner hatten die Minister entschieden, dass alle Skulpturen, die einen Transport erlaubten, nach Paris gebracht und eine Publikation erstellt werden sollte, um Bottas Entdeckungen allgemein bekannt zu machen.
Botta ließ inzwischen alle Basreliefs, die nach Frankreich verschifft werden sollten, in sein Haus schaffen und die Inschriften kopieren. Dabei rekapitulierte er, was er bisher erreicht hatte:
Er hatte eine Tür geöffnet und zu Füßen einer der geflügelten Torwächter-Figuren einen Bronzelöwen gefunden, den einzigen, der früher einmal die Tür geschmückt hatte. Als die Arbeiter für das Fundament seines Hauses gruben, hatten sie den Kopf eines Stieres von einer anderen Tür entdeckt und diese Tatsache überzeugte ihn, dass das ganze Gebiet mit Überresten gefüllt sein müsse. Schließlich überzeugten ihn auch die Berichte der Einwohner, dass hier Ruinen verschüttet waren. Später fand er auch Stücke von Basaltsteinen. Er besaß also unmissverständliche Hinweise auf die Existenz archäologischer Schätze auf dem gesamten Gelände. Seine Überzeugung teilte er Mohl in einem Brief mit.

#### Botta kauft Häuser in Khorsabad

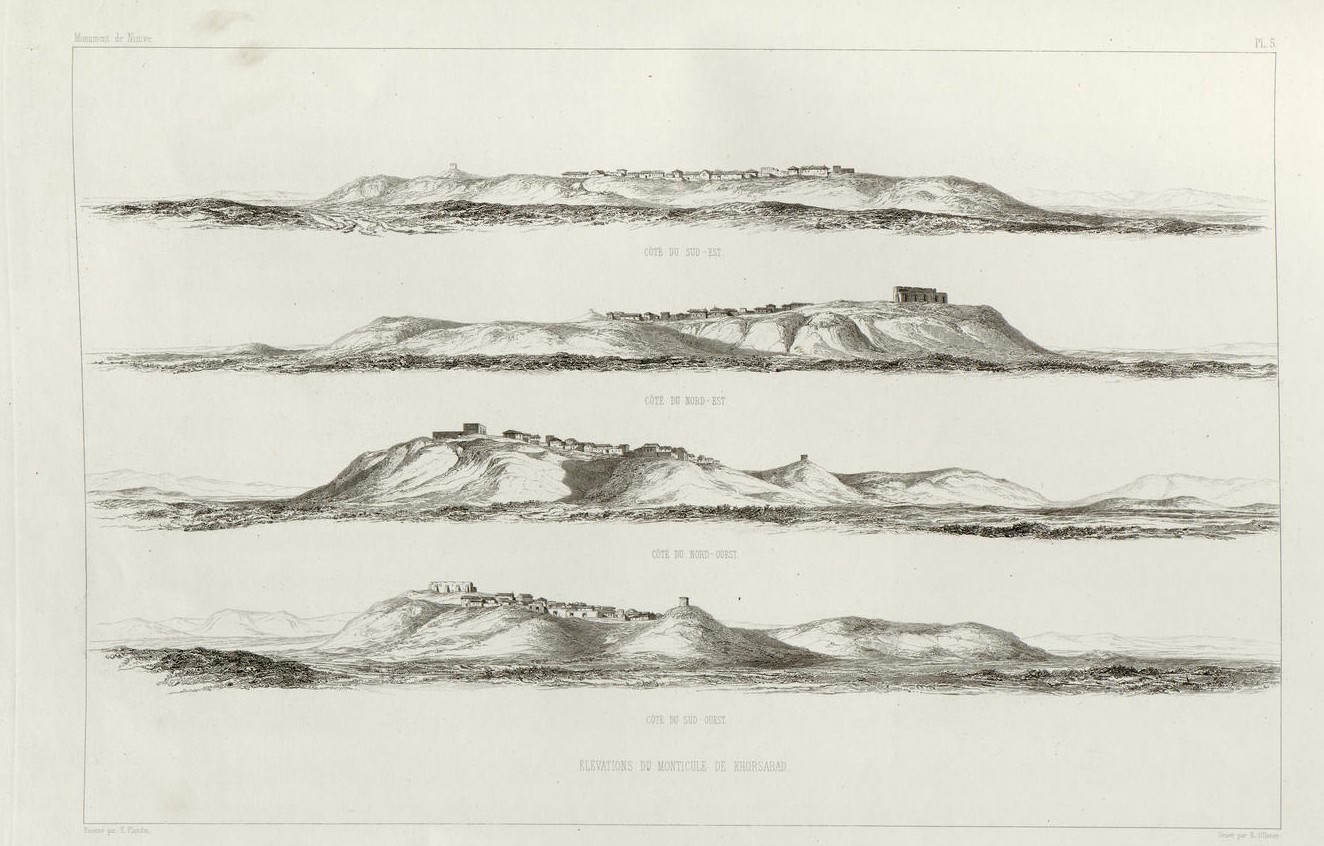
Zeichnung Flandin. Khorsabad: Ansichten von oben nach unten: von Süd-Ost, Nord-Ost, Nord-West, Süd-West

Auch in Mosul gab es weitere Schwierigkeiten. Das Dorf Khorsabad lag auf einer archäologischen Stätte, die Botta ausgraben wollte. Zur Realisierung dieses Plans war es wünschenswert, die Einwohner in einen anderen Ort umzusiedeln und ihre Häuser abzureißen. Aber das Gesetz erlaubte keinen Übergriff auf Land, das für Kultivierung geeignet war, was bedeutete, dass der Platz, der für ein neues Dorf vorgesehen war, nicht von dem Grund und Boden um den Hügel herum genommen werden konnte.
Schließlich siegte die Beharrlichkeit des französischen Botschafters in Konstantinopel, Baron de Bourquency, über den Widerstand der Hohen Pforte. Aufgrund einer besonderen Vereinbarung wurden die Bewohner von Khorsabad autorisiert, ihre Häuser zu verkaufen und sich vorübergehend am Fuße des Hügels niederzulassen. Bottas Haus, das der Anlass für die Unstimmigkeiten gewesen war, durfte bis zur Beendigung der Ausgrabungen stehen bleiben. Die Erforschung wurde unter der Bedingung erlaubt, dass der Boden nach Beendigung so wiederherzustellen sei, wie Botta ihn zu Beginn vorgefunden habe, damit das Dorf auf dem Gelände wieder aufgebaut werden könnte. Ein Beauftragter der Hohen Pforte wurde nach Mosul entsandt, um neue Schwierigkeiten zu vermeiden.
Diese Verhandlungen hatten mehrere Monate in Konstantinopel benötigt und es dauerte bis zum 4. Mai 1844, als Eugène Flandin mit allen Papieren und dem Firman in Mosul eintraf.
Die Arbeiten konnten wieder aufgenommen werden. Als erstes mussten die Häuser abgerissen werden. Es gab kaum Schwierigkeiten mit den Bewohnern, die zufrieden waren, in neue Häuser umzuziehen. Anders war es mit den Besitzern bzw. Pächtern des Grundes. Botta musste diese entschädigen, um die neuen Häuser errichten zu können. Deren Forderung war so hoch, dass sie einen Großteil seiner Mittel aufgebraucht hätten. Der neue Pascha machte ihn auf die Eigenheiten der muslimischen Gesetze aufmerksam. Allein dem Sultan gehörte alles Land und nur er konnte darüber verfügen. Die Nutzer erhielten eine vorübergehende Genehmigung und zahlten eine jährliche Gebühr an den Staat, waren jedoch keine Eigentümer. Botta berief sich nun auf die Rechtslage und zahlte ihnen den von ihm als angemessen empfundenen Preis. Die vermeintlichen Eigentümer waren plötzlich hocherfreut und baten ihn, nichts über ihr Verhalten gegenüber dem Pascha zu erwähnen.
1845 widerrief die Hohe Pforte alle vormals im Bezirk Mosul erteilten Bewilligungen und verfügte, dass die Nutzungserlaubnis auf einer öffentlichen Versteigerung jährlich gekauft werden konnte.

### Wiederaufnahme der Ausgrabungen (1844)
Mitte Mai 1844 waren alle Hindernisse beseitigt. Botta brauchte nur der Mauer zu folgen, die sie vor dem Verbot bereits freigelegt hatten. Die eine Ausgrabung führte direkt zu der nächsten Aufgabe. Sie folgten den Anhaltspunkten, bis alle Hinweise verschwanden. Das Gebäude musste jedoch einst größer gewesen sein. Also folgten sie weiter den Steinmauern, jedoch fanden sie keine Reliefs. Verschiedene Zeichen deuteten darauf hin, dass das Gebäude mutwillig zerstört worden war und das Baumaterial an einen anderen Ort gebracht sein müsste für andere Zwecke.
Botta beschäftigte jetzt zeitweise über 300 Arbeiter. Durch die Ergebnisse und die Art und Weise ihrer Zusammenarbeit wurden sowohl er als auch Eugène Flandin für die große Mühsal entschädigt. Botta schätzte den Eifer, mit dem sich Flandin in die Arbeit stürzte. Flandin war weniger an einen längeren Aufenthalt und das miserable Leben unter der brennenden Hitze in Ländern des Nahen Ostens gewöhnt. Aber der Mut verließ ihn nie. Bottas offizielle Pflichten als Konsul erlaubten ihm nicht, ständig in Khorsabad anwesend zu sein. Dann übernahm Flandin die Aufsicht und teilte die Arbeiter ein.

## Bedeutende Funde Bottas

### Reliefs
Nach den von Botta gefundenen Reliefplatten und den Zeichnungen Flandins hat der Louvre einen Fries zusammengestellt, der heute „Frieze of the Transportation of Timber“ (Fries des Holztransports) genannt wird. Die Szene wurde auf fünf Tafeln aus Alabastergips (auch „Mosul Marmor“ genannt) geschnitten, einem Material, das die Assyrer traditionell für Orthostaten nutzten. Der heutige Fries im Louvre hat die Maße
- Louvre AO 19888 – Höhe 3,03 m; Breite 2,16 m
- Louvre AO 19889 – H. 3,08 m; B. 4,09 m (aus zwei Tafeln wurde eine)
- Louvre AO 19890 – H. 3,08 m; B. 2,41 m
- Louvre AO 19891 – H. 3,08 m; B. 2,41 m

Dieser Fries trägt keine Inschriften. Als er entdeckt wurde, war wenig bekannt über die assyrische Kultur. Man deutete den Fries als Bildergeschichte eines Angriffs auf ein maritimes Bollwerk (die Belagerung von Pelusium durch Sanherib oder die Einnahme von Aschdod durch Sargon) oder den Bau einer Stadt oder eines Palastes. Jedoch ist die allgemein anerkannte Interpretation die des Transports von Zedernholz aus dem Libanon entlang der phönizischen Küste für den Bau von Sargons Palast.
Hergestellt aus fünf Platten wird hier der Transport von Holz abgebildet. Dieser Fries ist eine berühmte Arbeit aus dem Palast von König Sargon II. in Khorsabad. Es ist eines der ersten assyrischen Reliefs, die im Westen bekannt wurden. Er wurde oft reproduziert, um die verschiedenen Themen zu illustrieren: den Bau eines assyrischen Palastes, Handel, phönizische Zivilisation und die Zedern des Libanon.
Der Fries war schwer beschädigt, konnte jedoch nach den Zeichnungen von Eugene Flandin teilweise rekonstruiert werden, wobei zwei Platten zu einer werden mussten.
Beschreibung im Louvre des ehemals ca. 12 m langen und über 3 m hohen Fries von rechts nach links:

Relief Fassade n Palast Sargon II – Zeichnung Flandin
Relief Fassade n Palast Sargon II – Zeichnung Flandin
Relief Fassade n Palast Sargon II – Zeichnung Flandin
Relief Fassade n Palast Sargon II – Zeichnung Flandin

1. AO 19888 – 28 Menschen sind mit dem Abtransport von Holz in einer gebirgigen Landschaft beschäftigt
2. AO 19889 – aus zwei Tafeln. Zehn Boote, jedes mit einem Pferdekopf am Bug und einen Fischschwanz am Heck, segeln auf dem Meer, das von Kreaturen wimmelt. Sieben sind schwer beladen mit Pfosten oder ziehen Stämme hinter sich her. Die Boote verlassen zwei Inselstädte, die mit einer doppelten Mauer befestigt sind, wahrscheinlich Tyros und die Insel Ruad, das Arwad der Phönizier. Drei Phantasie-Gestalten, ein Meermann (Nixe) und zwei geflügelte Stiere handeln als Beschützer.
3. AO 19890 – Vier Boote nähren sich dem Ufer, während zwei andere wegfahren. Das Holz wird entladen unter dem Schutz eines Meermannes (Nixe)
4. AO 19891 Der obere Teil des Reliefs ist eine moderne Restauration. Der untere Teil der Tafel zeigt das Entladen von Holz. Elf Männer ziehen eine Ladung mit einem Seil. Das Ende von einem Mast kann man unten sehen. Neben dem Weg ist ein Haufen von neun Stämmen, zugeschnitten und gebohrt, um ein Seil zu befestigen.[7]

### Lamassu

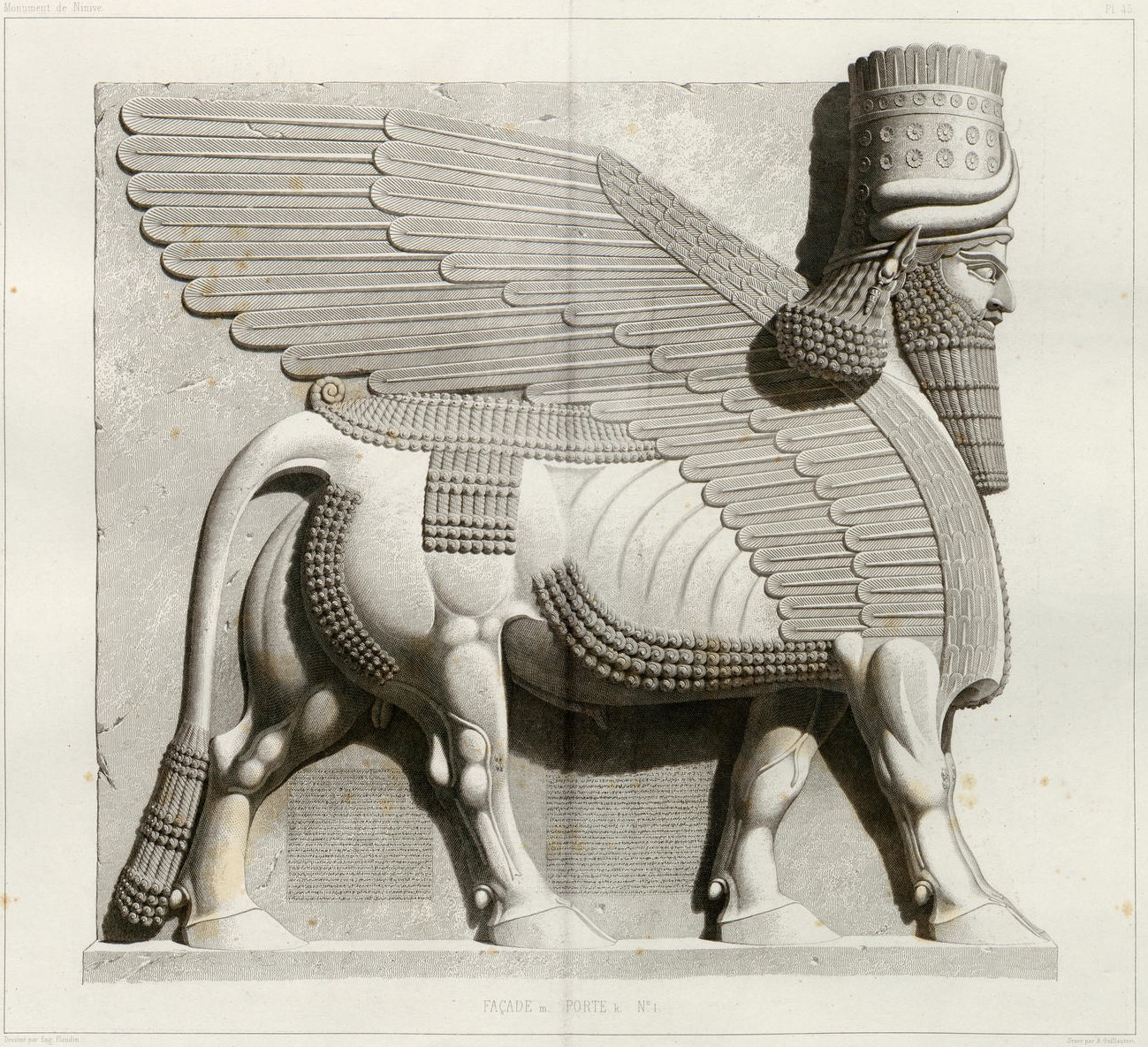
Lamussu (geflügelter Stier mit Menschenkopf) im Profil. Fassade im Palast Sargon II – Zeichnung Flandin

Als Sargon II. um 713 v. Chr. seine neue Hauptstadt Dur Šarrukin (heute Khorsabad) gründete, umschloss er diese zusammen mit einigen Palästen mit einer großen Mauer aus luftgetrockneten Ziegelsteinen (Lehmziegeln), die von sieben Toren durchbrochen wurde. Schützende Genien waren an jeder Seite dieser Eingänge platziert, um als Wächter zu walten. Sie hatten aber auch eine streng architektonische Funktion, weil sie das Gewicht des Torbogens trugen.
Geschnitten aus einem Block steht der Stier mehr als 4 m hoch, 4 m lang und 1 m breit. Der Kopf ist in der Rundung geformt, der Rest des Körpers als Hochrelief.
Der Kopf, das einzige menschliche Element, dessen Ohren die eines Stieres sind, hat ein Männergesicht mit Bart mit exakt ausgearbeiteten Zügen. Die Augen sind ausdrucksstark, die dicken Augenbrauen über einer hervortretenden Nase. Der freundliche Mund wird von einem dünnen Schnurrbart überzogen. Ein lockiger Bart bedeckt den Kiefer und das Kinn, während die Haare bis auf die Schulter fallen und so das Gesicht einrahmen. Der Menschenkopf trägt eine sternengeschmückte Tiara, flankiert von einem Paar Hörnern und abgeschlossen mit einer Reihe Federn.
Der Körper, seine Anatomie sehr genau wiedergegeben, ist der eines Stieres: das Tier hat nicht vier, sondern fünf Beine, so dass es von vorne betrachtet stillsteht und von der Seite aus gesehen geht. Von den Schultern entspringen die Flügel eines Raubvogels, von denen nur einer über dem Rücken sichtbar ist. Breite Streifen mit Locken bedecken die Brust, Bauch, Hinterteil und Rumpf. Der Schwanz ist sehr lang und am Ende gelockt. Eine Inschrift von zwei Streifen zwischen den Hinterbeinen des Stieres preist den Herrscher, indem sie seine Tugenden wiederholt und denjenigen mit einem Fluch belegt, der versuchen sollte, dem Gebäude zu schaden.

### Der Held überwältigt einen Löwen

Khorsabad Teil der Fassade n Palast Sargon II – Zeichnung Flandin

Durchgang Saal X-Plan mit Reliefs

Rekonstruierte Fassade Palast Sargon II – Zeichnung Flandin

Löwen zähmende Geister (oft mit dem Helden Gilgamesch identifiziert) waren Teil eines komplexen architektonischen und dekorativen Systems, das von künstlerischen und religiösen Kriterien regiert wurde. Sie symbolisierten göttliche und königliche Macht und die Stärke, die von ihnen ausging, beschützten den Palast und sicherten den Fortbestand der Macht des Herrschers.
Mit über 5 Meter Höhe stellt die Skulptur eine Figur dar, die einen Löwen erwürgt. Der Geist oder Held, der den Löwen überwältigt, wird frontal gezeigt. Dies ist in der assyrischen Kunst selten und wurde nur bei einem Wesen angewandt, das eine magische Rolle spielt.
In seiner rechten Hand hält der Genius eine zeremonielle Waffe mit einer gebogenen Klinge, bekannt als „harpe“, einer königlichen Waffe. Er trägt eine kurze Tunika, darüber einen großen Umhang mit Fransen, der ein Bein bedeckt und das andere freigibt. Der Augenkontakt mit dem Betrachter hat eine magische Auswirkung. Sein Kopf ist fast rund geformt, die Augen, einst leuchtend koloriert, waren dazu gedacht, den Besucher zu hypnotisieren. Sein Haar und sein Bart gleichen dem von assyrischen Würdenträgern und dem des Königs. Der Held trägt ein Armband mit einer Rosette in der Mitte. Der Löwe hebt seinen Kopf und zeigt seine Zähne. Sein Maul ist stilisiert mit einer Reihe von strahlenförmigen Falten.
Dieser Geist, der oft als der Held Gilgamesch identifiziert wird, der sowohl eine legendäre Gestalt als auch ein historischer König von Uruk war, verkörpert wahrscheinlich die Allmacht der Königsherrschaft: Er überwältigt mühelos einen wilden Löwen. Der Kontrast zwischen dem brüllenden Löwen und der unerschütterlichen Kraft des Helden betont seine magische Macht.
Diese Figur ist eine Teil-Rekonstruktion eines monumentalen Komplexes, der von den Zeichnungen her bekannt ist, die Eugène Flandin 1844 während der Ausgrabung von dem Eingang zum Thronsaal des Palastes von Sargon II anfertigte. Die äußere Fassade des Thronraumes – Fassade N – bestand aus einem Fries, der eine Prozession von Figuren und Durchgänge aufwies, die bewacht wurden von riesigen Geistern: einem Paar von geflügelten Stieren mit Menschenköpfen und einem Paar von wohlwollenden Genien. Der Haupt-Durchgang verdoppelte dieses Arrangement: zusätzlich zu den Stieren am Durchgang gab es vier zusätzliche entlang der Wand, die ihre Köpfe dem Besucher zuwandten. Zwischen jedem Paar war ein Löwen zähmender Geist. Eine dieser Figuren wurde von Paul-Émile Botta an den Louvre gesandt.

### Fassaden
Der Satz von zehn Stieren und zwei Helden, ein königliches heraldisches Wahrzeichen, war speziell für die Fassade des Thronsaals im Palast von Sargon II. erschaffen. Alle diese Fassaden, die auf der hohen Terrasse des Palastes mit Blick auf die Stadt gebaut waren, waren klar von weitem zu sehen und gaben Zeugnis von des Königs Größe.

### Abtransport der Funde

Ausgrabung Botta (1849–50) Palast Sargon II – Zeichnung Flandin

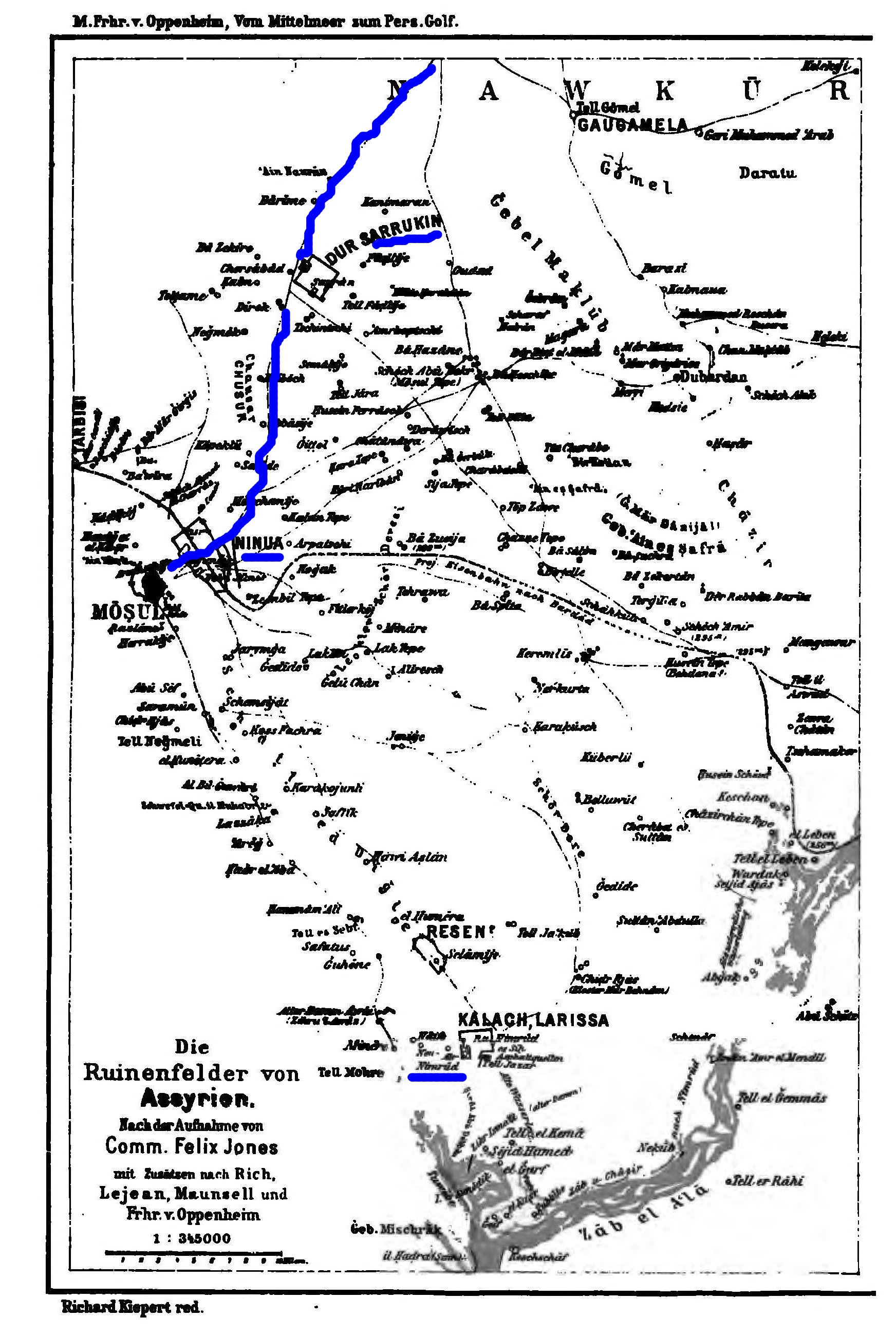
Karte nach der Aufnahme von Comm. Felix Jones – mit Fluss Khauser

Ende Oktober 1844 hielt Botta seine Ausgrabungen für abgeschlossen und beendete die Arbeiten. Eugène Flandins Arbeiten, die an Ort und Stelle ausgeführt werden mussten, waren ebenfalls abgeschlossen, und Flandin trat am 9. November seine Rückreise nach Paris an.
Botta stellte noch Kopien von den restlichen Inschriften her. Sie sind später mit den nach Paris gebrachten Papierabklatschen teilweise verglichenen Kopien lithographiert worden. Da man den Text nicht lesen konnte, entstanden Fehler beim Kopieren, daher sind auch die parallelen Texte unvollständig oder in falscher Reihenfolge wiedergegeben.
Botta hatte nun die ausgewählten Stücke für den Versand nach Paris verpacken lassen, da er durch die Bemühungen des französischen Konsuls in Konstantinopel freie Hand erhalten hatte, die ausgewählten Stücke nach Frankreich zu verladen.
Nun gab es aber weder die nötigen Gerätschaften noch im Abtransport erfahrene Arbeiter. Über eine Entfernung von vier Meilen mussten die Blöcke transportiert werden, einige davon wogen 2 bis 3 Tonnen. Er durfte die Hoffnung trotz einiger fruchtloser Versuche nicht aufgeben. Es gab keine Kisten, die stark genug waren. Er war gezwungen auf einfachste Mittel zurückzugreifen. Er bedeckte die Oberfläche der Reliefs mit Balken, die befestigt wurden mit Schrauben an dem entsprechenden Holzstück, das sich an der gegenüber liegenden Seite des Steins befand. Es erwies sich, dass dieser Schutz ausreichend war.
Was war mit den geflügelten Stieren, die jeweils 16 Tonnen wogen? Botta ließ sie „zersägen“, heißt es.
Weitere Schwierigkeiten bereitete es, Wagen für den Transport zu bauen, die stark genug waren, die Blöcke zu transportieren. Botta musste sogar eine Schmiede einrichten, um die Wagenachsen zu verstärken. Hierfür ließ er Männer aus Kurdistan holen. Es dauerte weitere 6 Wochen, bis das Vorhaben gelang. Nun mussten die Wagen gezogen werden. Der Pascha stellte ihm einige Büffel zur Verfügung. Die Wagenräder blieben jedoch im Schlamm stecken. Schließlich benötigte Botta 200 Männer, um die schweren Stücke fortzubewegen und am Fluss Khauser (Choser), der bei Mosul in den Tigris mündet, auf Keleks zu verladen, die sie nach Basra bringen sollten. Es war jetzt Regenzeit und die Flüsse führten Hochwasser, so dass ein Transport mit den schwer beladenen Keleks möglich war.
Die Dauer der Talfahrt von Mosul nach Bagdad richtete sich nach dem Wasserstand und dem Wind. Im Sommer, wenn die Strömung schwächer ist, zwingen widrige Winde die Flößer oft zu tagelangem Aufenthalt. Im Frühjahr, wenn der Wasserstand durch die Schneeschmelze am höchsten ist, rechnet man etwa 4 bis 5 Tage, im Herbst 9 bis 12 Tage.
Das Gefälle von Mosul nach Bagdad beträgt etwa 210 m auf einer Strecke von ungefähr 450 km.

## Spätere Tätigkeit und Tod
Am 1. Mai 1847 wurde in Anwesenheit von König Louis-Philippe I. das erste Museum für assyrische Kunst in Europa mit den Funden von Paul-Emile Botta eröffnet. Zwei Galerien im Nordflügel des Cour Carrée im Louvre wurden eingeweiht.
Austen Henry Layard traf Botta auf seiner Rückreise nach England 1847 in Paris. Dieser stelle ihm Jules Mohl vor. Mohl arrangierte es, dass Layard über seine Entdeckungen in Nimrud und Ninive in der Societé asiatique einen Vortrag halten konnte. Botta verließ kurz darauf Paris, um nach Jerusalem zu gehen.
Nach der Revolution von 1848 wurde der Royalist Botta nach Jerusalem, strafversetzt. Gustave Flaubert traf dort einen verbitterten Mann: „Ein Mann im Ruin, ein Mann der Ruinen, in der Stadt der Ruinen, er verneint alles, und macht auf mich den Eindruck, alle zu hassen, wenn sie nicht verstorben sind.“
Eine aus Raoul Rochette, Jean Antoine Letronne, Charles Lenormant, Jules Mohl, Jean-Louis Burnouf, Lajard, Guigniaut, Jean-Auguste Ingres und Lebas zusammengesetzte Kommission wurde beauftragt, die Herausgabe eines archäologischen Prachtwerks vorzubereiten, das bald darauf unter Bottas spezieller Fürsorge unter dem Titel: »Monuments de Ninive, découverts et décrits par Botta, mesurés et dessinés par E. Flandin« (Paris 1847–50, 5 Bde.; Nachdruck 1972) veröffentlicht wurde. Diese Prachtausgabe kostete 1800 Francs. Allein aus diesem Grunde erfuhr Bottas Buch niemals die große Verbreitung, die später Austen Henry Layard mit seinen Büchern erreichte – obwohl die Ausstellung seiner Funde im Louvre eine Sensation war. Die beiden ersten Bände des Werks enthalten die Tafeln über Architektur und Skulptur, der dritte und vierte die Inschriften, der fünfte den Text. Die »Inscriptions découvertes à Khorsabad« (Paris 1848) waren ein preiswerter Abdruck der 220 Inschriftentafeln, die aber wiederum nur die Fachwelt interessierten.
Botta weilte in Jerusalem, als sein Werk von der Kommission in Paris präsentiert wurde. Jules Mohl beantwortete keinen seiner Briefe. Erst 1851 wurden die französischen Ausgrabungen in Assyrien unter Victor Place wieder aufgenommen.
Botta ging 1848 als französischer Generalkonsul nach Jerusalem. Im September 1851 wurde er noch einmal nach Konstantinopel entsandt, um mit der Pforte über die Grabeskirche zu verhandeln. Die Verhandlungen scheiterten jedoch, weil laut Botta „Zar Nikolaus I seine großen Zähne zeigte und die unsrigen sind doch sehr klein“. 1857 wurde Botta französischer Generalkonsul in Tripolis (im heutigen Libyen), wo er bis 1868 blieb. In diesem Jahr musste er aufgrund seiner schlechten Gesundheit nach Frankreich zurückkehren.
In Achères bei Poissy starb Paul Emile Botta am 29. März 1870.

## Schriften
- «Observations sur les habitants de l’île Sandwich» et «Observations diverses faites en mer». In: Nouvelles annales du voyage, 32, 1831, S. 129–176. Engl. Übersetzung: John Francis Bricca 1952, E. C. Jr Knowlton 1984.
- Extrait d’une exploration au mont Saber dans l’Arabie méridionale. In: Bulletin de la Société de géographie, 1839, S. 369–381.
- Relation d’un voyage dans l’Yémen entrepris en 1837 pour le Museum d’histoire naturelle de Paris. Benjamin Duprat, Paris 1841.
- Lettres à M. J. Mohl. In: Journal asiatique, Mai 1843 bis Februar 1845.
- Lettres de M. Botta sur ses découvertes à Khorsabad près de Ninive. publiées par M. J. Mohl, membre de l’Institut. Imprimerie royale, Paris 1845.
- Mémoire sur l’écriture cunéiforme assyrienne. In: Journal asiatique, Mai 1845 – Mai 1847.
- Lettre à M. Letronne sur quelques noms propres contenus dans les inscriptions de Khorsabad. In: Revue archéologique, Jahrgang 4, Teil 2, 1847, S. 465–466.
- Monument de Ninive, découvert et décrit par M. P. E. Botta, mesuré et dessiné par E. Flandin. 5 Bände. Imprimerie nationale, Paris 1848–1850. Nachdruck 1972[15]
- Lettres de M. Botta sur ses découvertes à Ninive I. In: Journal asiatique. 4. Serie, Band 2, Juli–August 1843 (online).
- Lettres de M. Botta sur ses découvertes à Ninive II. In: Journal asiatique. 4. Serie, Band 2, September–Oktober 1843 (online).
- Lettres de M. Botta sur ses découvertes à Ninive III. In: Journal asiatique. 4. Serie, Band 3, Januar–Februar 1844 (online).
- Lettres de M. Botta sur ses découvertes à Ninive IV. In: Journal asiatique. 4. Serie, Band 3, Juni 1844 (online).
- Lettres de M. Botta sur ses découvertes à Ninive V. In: Journal asiatique. 4. Serie, Band 4, September–Oktober 1844 (online).